# Limopsis
Limopsis is een geslacht van tweekleppigen uit de familie van de Limopsidae.

## Soorten
- Limopsis abyssicola A. Adams, 1863
- Limopsis affinis Verrill, 1885
- Limopsis akutanica Dall, 1916
- Limopsis angusta Jeffreys, 1879
- Limopsis anomala (Eichwald, 1830) †
- Limopsis aoteana (Vella, 1954) †
- Limopsis aurita (Brocchi, 1814)
- Limopsis azumana Yokoyama, 1910
- Limopsis bassi E. A. Smith, 1885
- Limopsis belcheri (Adams & Reeve, 1850)
- Limopsis brazieri Angas, 1871
- Limopsis campa R. S. Allan, 1926 †
- Limopsis catenata Suter, 1917 †
- Limopsis chuni Thiele & Jaeckel, 1931
- Limopsis compressa G. Nevill & H. L. Nevill, 1874
- Limopsis cooki Marwick, 1931 †
- Limopsis crassula Habe, 1953
- Limopsis crenata A. Adams, 1863
- Limopsis cristata Jeffreys, 1876
- Limopsis cumingi A. Adams, 1863
- Limopsis dalli Lamy, 1912
- Limopsis dannevigi (Iredale, 1931)
- Limopsis dautzenbergi Prashad, 1932
- Limopsis davidis Hedley, 1899
- Limopsis davinae Esteves, 1984
- Limopsis decussata (A. Adams, 1862)
- Limopsis elachista Sturany, 1899
- Limopsis enderbyensis Powell, 1958
- Limopsis erecta Hedley & Petterd, 1906
- Limopsis eucosmus Verco, 1907
- Limopsis excancellata Sacco, 1898
- Limopsis forskalii A. Adams, 1863
- Limopsis forteradiata Cotton, 1931
- Limopsis friedbergi Glibert & van de Poel, 1965
- Limopsis galatheae Knudsen, 1970
- Limopsis gisbornensis Maxwell, 1978 †
- Limopsis hirtella Rochebrune & Mabille, 1889
- Limopsis idonea (Iredale, 1929)
- Limopsis indica E. A. Smith, 1894
- Limopsis intermedia Oliver & Allen, 1980
- Limopsis invalida Marwick, 1928 †
- Limopsis janeiroensis E. A. Smith, 1915
- Limopsis japonica A. Adams, 1863
- Limopsis jousseaumi (Mabille & Rochebrune, 1889)
- Limopsis knudseni Dell, 1990
- Limopsis kurilensis Scarlato, 1981
- Limopsis lanceolata Oliver & Allen, 1980
- Limopsis lata E. A. Smith, 1885
- Limopsis lawsi L. C. King, 1933 †
- Limopsis lilliei E. A. Smith, 1915
- Limopsis littoralis (Sasaki & Haga, 2007)
- Limopsis loringi Angas, 1873
- Limopsis mabilliana Dall, 1908
- Limopsis macgillivrayi A. Adams, 1863
- Limopsis marerubra Oliver & Zuschin, 2000
- Limopsis marionensis E. A. Smith, 1885
- Limopsis marwicki Powell, 1938 †
- Limopsis minuta (Philippi, 1836)
- Limopsis multistriata (Forsskål in Niebuhr, 1775)
- Limopsis natalis Barnard, 1964
- Limopsis obliqua A. Adams, 1863
- Limopsis occidentalis Cotton, 1930
- Limopsis oliveri Amano & Lutaenko, 2004
- Limopsis onchodes Dall, 1927
- Limopsis panamensis Dall, 1902
- Limopsis parma Marwick, 1929 †
- Limopsis parvicostata (Maxwell, 1992) †
- Limopsis paucidentata Dall, 1886
- Limopsis penelevis Verco, 1907
- Limopsis perieri P. Fischer in de Folin & Périer, 1870
- Limopsis peteri Beu, 1969 †
- Limopsis proceritas (Crozier, 1966)
- Limopsis producta Finlay & McDowall, 1923 †
- Limopsis propeinvalida Laws, 1939 †
- Limopsis pyrenoides Oliver & Cosel in Cosel, 1995
- Limopsis radialis Dall, 1927
- Limopsis ruizana Rehder, 1971
- Limopsis sansibarica Thiele & Jaeckel, 1931
- Limopsis scabra Thiele, 1912
- Limopsis scotiana Dell, 1964
- Limopsis siberutensis Thiele & Jaeckel, 1931
- Limopsis soboles (Iredale, 1931)
- Limopsis spicata Oliver & Allen, 1980
- Limopsis sulcata Verrill & Bush, 1898
- Limopsis surinamensis Oliver & Allen, 1980
- Limopsis tasmani (Dell, 1956)
- Limopsis tenella Jeffreys, 1876
- Limopsis tenisoni Tenison-Woods, 1878
- Limopsis tenuiradiata Cotton, 1931
- Limopsis tenuis Seguenza, 1876
- Limopsis tokaiensis Yokoyama, 1910
- Limopsis torresi E. A. Smith, 1885
- Limopsis turbulli Beu, 2006 †
- Limopsis uwadokoi Oyama, 1951
- Limopsis vaginata Dall, 1891
- Limopsis vixornata Verco, 1907
- Limopsis waihaoensis R. S. Allan, 1926 †
- Limopsis woodwardi A. Adams, 1863
- Limopsis zealandica Hutton, 1873 †
- Limopsis zitteli Ihering, 1907 †
- Limopsis zonalis Dall, 1908